# Mantispa melanocera
Mantispa melanocera is een insect uit de familie van de Mantispidae, die tot de orde netvleugeligen (Neuroptera) behoort. 
Mantispa melanocera is voor het eerst wetenschappelijk beschreven door Navás in 1913.